# 청년학우회
청년학우회(靑年學友會)는 1909년 2월부터 1910년 11월까지 활동한 청년 계몽운동 목적의 시민단체이자 신민회의 측면 조직 단체였다. 안창호, 윤치호, 최남선, 차이석, 이승훈 등 신민회 간부 12명과 유길준 등에 의해 조직되었다. 민족 독립을 위한 청년교육과 민족 교육과 실업 진흥이 주 목적이었다. 학우회는 실력양성과 국민적 인식 개선이 독립보다 우선이라 판단하고 주로 계몽 강연활동과 신학교 설립 운동, 신식 병원 유치, 국민 의식 계몽과 개조 등의 활동을 추진해 나갔다.
초기 설립위원장은 윤치호(尹致昊), 총무는 안태국(安泰國), 서기는 옥관빈이 맡았으나, 1910년(융희 4년) 3월 설립위원장 대리 박중화(朴重華), 총무대리 최남선(崔南善) 등으로 개편되었다. 그러나 한일 병합 조약 이후 105인 사건으로 회원 대다수가 구속, 수감되면서 사실상 해산된다.

## 출범 배경
1907년(광무 10년)에 설립된 항일비밀결사 신민회(新民會)는 청년층이 국권회복을 위한 민족운동의 주체임을 인식하고 청년운동을 담당할 합법적인 단체의 창립을 추진했다. 1909년(융희 3년) 2월 안창호는 서재필의 독립협회 예하 협성회와 같은 청년 계몽 조직의 필요성을 제창하였고, 1909년 8월 윤치호(尹致昊), 최남선, 차이석(車利錫), 이승훈(李昇薰) 등 신민회 간부 12명과 유길준, 김윤식 등의 발의로 청년학우회가 조직되었다. 청년학우회는 처음에 신민회의 외곽단체로서 출범했지만, 유길준, 김윤식 등의 외부 인사들도 참여하였다.
처음에 안창호와 윤치호, 유길준은 청년들을 조직하고 훈련하여 인재를 양성하는 것이 국가 건설을 위한 근본이라 생각하고 청년학우회 운영은 신민회와는 별개의 비정치적 순수 청년운동 단체로서 운영할 것을 계획하였지만 결국 신민회의 요원을 양성하려는 의도대로 따라가게 됐다.

## 활동 목적
신민회의 합법적 외곽단체로 창립, 신고하였으나 표면적으로는 비정치적 수양단체임을 내세웠고, 운동 목표는 크게 개인의 인격수양론과 선실력양성론(先實力養成論)을 제시하였다. 일본 제국주의의 팽창성과 침략성을 규탄하는 한편 열강의 야욕을 경계할 것을 주장했다. 또한 조선은 실력으로 보나 민도로 보나 아직 독립할 역량이 없으므로 일단 실력양성과 국민적 인식 개선이 급선무라고 생각하고 '선실력양성 후독립'의 입장을 견지하였다.
안창호가 제창한 국권회복운동에서의 지도자들의 단결과 국민의 자강력 배양을 위해 인격 수양이 필요하다는 점을 비전으로 강조하고, 민족 전체를 근대 시민으로 만드는 것을 최종 목표로 했다. 이어 민족 전체가 근대적인 국민 자격을 갖추어 민족갱생사업이 완수되면 그제서야 독립 운동이 성공할 것이라 믿었다.

## 활동
청년학우회는 비정치적인 인격수양을 표방했으나 그 목적은 실력 양성, 국민 계몽을 통한 국권회복을 목표로 한 구국청년단체였다. 조직은 중앙의 학우회 총회와 지방의 연회(聯會)로 구성되었다. 학우회는 경성, 개성, 양주, 아산, 해주, 평양, 의주, 안주 등 기호와 평안도 각지에 지방조직인 학우회 지방 연회(聯會)를 설치해 나갔고, 총무원 최남선 등이 주관하는 학우회 기관지 《소년》지를 발간하였다. 이들은 무실, 역행, 자강, 충실, 근면, 정제(整齊), 용감 등을 행동 강령으로 삼고, 지육(智育), 덕육(德育), 체육(體育)을 실천방안으로 하여, 강연회, 강습회, 토론회, 순회강연, 기관지 및 서적 발행 등의 사업을 추진했다. 그 밖에 각종 신학교 설립과 신식 병원 유치 등을 추진했고, 기독교 선교사들과도 교류하였다. 
학우회 초기의 설립위원장은 윤치호가 맡고 총무원 안태국(安泰國), 서기원 옥관빈(玉觀彬) 등을 선출하고 지방연회 조직에 들어갔으나 윤치호가 선교 문제로 미국으로 건너가자 1910년 3월 박중화(朴重華)를 임시 위원장 대리로 선출했다. 1909년 11월 한성연회의 조직을 필두로 개성연회, 해주연회, 1910년(융희 4년) 6월 평양연회, 의주연회, 안주연회가 조직되었고, 계속해서 정주, 곽산, 선천, 용천, 진남포에서도 연회 설립이 활발하게 추진되었다. 이후 각지에서 계몽, 강연활동을 활발하게 벌이고 신학교 설립 사업을 추진하였다. 그러나 1910년 10월 한일 합방을 계기로 불법화되었으며, 1910년 11월 105인 사건을 계기로 조선총독부에 의해 강제 해산되었다.

## 같이 보기
| - 신민회 - 협성회 - 독립협회 - 만민공동회 - 윤치호 - 유길준 - 안창호 - 옥관빈 - 김규식 - 류동렬 - 양기탁 - 이동녕 - 김윤식 - 노백린 - 신규식 | - 소년 - 박중화 - 박중양 - 안태국 - 유성준 - 윤치성 - 이승만 - 이승훈 - 이상재 - 김구 - 김홍량 - 윤치소 - 이준용 - 최동오 - 황학수 | - 최광옥 - 서재필 - 서재우 - 윤웅렬 - 윤치오 - 이시영 - 이회영 - 이갑 - 이동휘 - 최남선 |